# 函館昭和タウンプラザ
函館昭和タウンプラザ（はこだてしょうわタウンプラザ）は、北海道函館市にあるショッピングセンター。

## 施設
日本ヒュームの工場跡地に建設している。かつては、ホーマック、シダックス、ベスト電器、などが、テナントとして入居していた。D棟跡地と一部駐車場を使用し、G棟を建設した。
A棟
- ゼビオスポーツ
- AOKI
- ホクレンショップ
- 文教堂
- ヤマダアウトレット函館店

B棟
- ツルハドラッグ
- 写真工房ぱれっと
- 美容室 おしゃれ館 ボーイッシュ
- 函館こんの歯科・矯正歯科
- 昭和皮膚科クリニック
- ショウワ調剤薬局
- ケアサポートever

C棟
- ジーユー

E棟
- コニサーオイルセルフランド

F棟
- 北浜商店
- ビューティスタジオ デ・アイム
- ダンディズム
- クイックカットBB
- ITTO個別指導学院
- 東洋実業函館営業所

G棟
- ユニクロ

## アクセス
桐花通、北海道道100号函館上磯線（産業道路）沿いに位置している。
- 函館バス「昭和営業所前」バス停から徒歩約3分
- 五稜郭駅から車で約5分
- 函館駅から車で約15分